# Triakis megalopterus
Triakis megalopterus är en hajart som först beskrevs av Smith 1839.  Triakis megalopterus ingår i släktet Triakis och familjen hundhajar. Inga underarter finns listade i Catalogue of Life.
Arten förekommer i Atlanten vid Angola, Namibia och Sydafrika. Den dyker till ett djup av 50 meter. Exemplaren blir upp till 208 cm långa. Individer av hankön kan vara könsmogna vid en längd av 125 cm och av honkön vid 140 cm. Honor lägger inga ägg utan föder 5 till 15 levande ungar. Dräktigheten varar i 19 till 21 månader. Ungarna är vid födelsen cirka 40 cm långa. Uppskattningsvis blir honor könsmogna när de är 15 år gamla och livslängden ligger vid ungefär 25 år.
Triakis megalopterus fångas ibland av lokala fiskare. Några exemplar hamnar som bifångst i fiskenät. Hela populationen anses vara stabil. IUCN kategoriserar arten globalt som nära hotad.